# Sérgio Manuel Ribeiro Dinis
Sérgio Manuel Ribeiro Dinis (* 8. März 1970 in Ermelo) ist ein portugiesischer römisch-katholischer Geistlicher und Militärbischof von Portugal.

## Leben
Sérgio Manuel Ribeiro Dinis empfing am 17. Juli 1994 das Sakrament der Priesterweihe für das Bistum Vila Real.
Am 22. November 2024 ernannte ihn Papst Franziskus zum Militärbischof von Portugal. Die Bischofsweihe durch den Bischof von Vila Real, António Augusto de Oliveira Azevedo, erfolgte am 26. Januar 2025. Mitkonsekratoren waren der Patriarch von Lissabon, Rui Manuel Sousa Valério SMM, und der emeritierte Bischof von Leiria-Fátima, António Kardinal Marto.